# 食品法典
食品法典（拉丁語：Codex Alimentarius）是联合国粮食及农业组织发布的有关食品、食品生产、食品标签和食品安全的国际公认的标准、操作规范、准则和其他建议的合集。